# Мухаммед Дауд Хан
Сардар Алі Мухаммед Ламарі бін Мухаммед-Азіз Дауд Хан пушту سردار محمد داود خان (інша транскрипція — Мохаммад Дауд Хан; (18 липня 1909 , Кабул  — 28 квітня 1978 , Кабул ) — сардар (афганський аналог титулів князь або принц), афганський державний діяч. Прем'єр-міністр (1953—1963), глава держави і прем'єр-міністр (1973—1977), президент (1977—1978) Афганістану.

## Сім'я
Народився в аристократичній сім'ї, пуштун з племені мохаммадзай. Батько — сардар Мухаммед Азіз Хан, зведений брат короля Афганістану в 1929—1933 Надір Шаха.
Молодший брат — сардар Мухаммед Наїм (1912—1978), другий заступник прем'єр-міністра (Мухаммеда Дауда) і міністр закордонних справ (1953—1963), спеціальний представник Мухаммеда Дауда (1973—1978).
Двоюрідний брат — Мухаммед Захір-шах, король у 1933—1973 роках; Мухаммед Дауд був одружений з його сестрою.

## Освіта
Початкову освіту здобув у кабульському ліцеї «Хабібія» з викладанням англійською мовою. З 1921 року (або 1922) жив і вчився у Франції. Повернувся до Афганістану в 1930 році, закінчив Кабульську військову академію.

## Генерал
З листопада 1932 року — генерал-майор, командувач гарнізоном Південної провінції (Пактії), з 1933 року — також губернатор цієї провінції. З липня 1935 року — дивізійний генерал другого ступеня (генерал-лейтенант), заступник губернатора провінції Кандагар, командувач військами в провінціях Кандагар і Фарах. Брав активну участь в реорганізації управління, зокрема, наполіг на використанні в Кандагарі мови пушту як єдиної державної. З 1938 року — генерал-губернатор Південної провінції і командувач військами в цьому регіоні, де також займався реформуванням державного апарату. З 1939 року — командувач військами Центрального корпусу, дислокованого в кабулі, і начальник Військової академії.
У початковий період Другої світової війни дотримувався яскраво вираженої пронімецької орієнтації. Вважав, що нацистська Німеччина може допомогти Афганістану вирішити проблему возз'єднання пуштунських племен, що проживали по обидві сторони «лінії Дюрана», що розділяла території Афганістану і Британської Індії (нині це міжнародно визнаний афгансько-пакистанський кордон, який, проте, де-юре не визнаний урядом Афганістану).

## Міністр і опозиціонер
У 1946 році Мухаммед Дауд обійняв посаду міністра внутрішніх справ в уряді свого двоюрідного дядька Шах Махмуда. Але вже наступного року через розбіжності з прем'єр-міністром він був виведений з уряду і призначений посланцем Афганістану у Франції і за сумісництвом в Швейцарії і Бельгії. У 1948—1951 роках був міністром національної оборони. У 1951 році через невлагоджені розбіжності з Шах Махмудом вийшов у відставку. Ще знаходячись на державній службі, створив Національний пуштунській клуб, що став центром політичної опозиції. До числа його прихильників входили представники елітарної інтелігенції, чиновництва, двірської аристократії і незадоволеного офіцерства, як прихильники пуштунського націоналізму, так і прихильники лівих політичних ідей.

## Прем'єр-міністр
У вересні 1953 року король Мухаммед Захір-шах відправив у відставку уряд Шах Махмуда, що не впорався з політичною нестабільністю і економічними проблемами, та призначив новим прем'єр-міністром Мухаммеда Дауда, який одночасно став міністром національної оборони.
Ставши прем'єром, Мухаммед Дауд проголосив так звану «політику керованої економіки», що передбачала модернізацію країни за допомогою активного втручання держави в економічне життя. Яскраво виражена дирижиська економічна політика поєднувалася з широким використанням іноземної допомоги і наданням національному капіталу, зокрема дрібним і середнім підприємцям, сприятливих можливостей для участі в розвитку економіки. У уряді було створено міністерство планування, було розроблено два п'ятирічні плани економічного розвитку. У цей період були закладені основи афганської національної промисловості: побудовані асфальтобетонний завод і хлібокомбінат у Кабулі, цукровий завод у Джелалабаді, два цементні заводи тощо. У 1960 році був введений в експлуатацію найбільший в країні Гульбахарський текстильний комбінат. Також були побудовані ГЕС у Саробі й міжнародні аеропорти в Кабулі та Кандагарі. Після модернізації більш ніж вдвічі зріс видобуток вугілля на шахтах у Каркарі та Ішпушті.
Відбувалися зміни і в суспільному житті. Збільшилося число навчальних закладів, було скасовано обов'язкове носіння жінками чадри, що викликало незадоволеність консервативних представників духівництва. Відповіддю властей стали репресії — деякі священики були страчені або поміщені у в'язницю, була розпущена впливова Рада улемів.
Пуштунський націоналізм Мухаммеда Дауда привів до істотного загострення афгано-пакистанських відносин. Оскільки США надавали допомогу Пакистану, афганська влада почала швидке зближення з іншим тодішнім світовим центром — СРСР. У 1955 році була досягнута домовленість про надання Афганістану кредиту в розмірі 100 млн доларів на пільгових умовах для розвитку економіки. За підтримки СРСР почалося будівництво низки значних об'єктів (автотраси Кушка-Герат-Кандагар, найбільшої в країні ГЕС у Наглу, іригаційного комплексу в провінції Нангархар тощо), яке було завершено вже після відставки Мухаммеда Дауда з посади прем'єр-міністра. У 1956 році відбулося підписання радянсько-афганської угоди про постачання озброєнь на суму 32,4 млн доларів. Афганських офіцерів почали спрямовувати на навчання в радянські військово-навчальні заклади. Через це в США афганський прем'єр отримав прізвисько «червоний принц».
У 1962—1963 роках афгано-пакистанські відносини різко загострилися (уряд Дауда навіть направляв на пакистанську територію диверсантів для ведення партизанської війни), що викликало незадоволеність частини афганської політичної еліти. Авторитарний курс Мухаммеда Дауда привів до конфлікту з королівським двором і самим королем Мухаммедом Захір-шахом. У той же час жорстке придушення опозиції справа і зліва не дозволило прем'єр-міністрові спертися на підтримку широких суспільних верств. У ситуації, що створилася, 3 березня 1963 Мухаммед Дауд подав у відставку, яка були прийнята.
Американський історик Л. Пуллада вважає, що
програма модернізації, яка була його власним творінням і яку він просував так активно і вдало, створила умови, в рамках яких його стиль правління став анахронізмом, застарів і виявився нефункціональним для подальшої еволюції Афганістану як національної держави.

## У відставці
У 1963—1973 роках Мухаммед Дауд знаходився поза державною службою, припинив зв'язки з королем і опинився під негласним наглядом. Проте він зберіг авторитет як серед низки воєначальників, так і молодших офіцерів. Починаючи з середини 1960-х років відбувалося зближення Мухаммеда Дауда з ліворадикально налаштованими молодшими офіцерами на антимонархічній основі.

## Лідер республіканського режиму
У ніч з 16 на 17 липня 1973 року Мухаммед Дауд очолив військовий переворот, що призвів до повалення монархічної влади. Король Мухаммед Захір-шах, що перебував тоді в Італії, зрікся престолу, а Дауд очолив новий найвищий орган влади — Центральний комітет Республіки Афганістан, ставши також головою держави та прем'єр-міністром, міністром національної оборони та міністром закордонних справ. Низку міністерських посад в його уряді отримали молоді офіцери — Файз Мухаммед, Абдул Хамід Мохтат, Пача Голь Вафадар.
Режим, створений Мухаммедом Даудом, мав яскраво виражений авторитарний характер — відразу ж після перевороту були розпущені парламент і Верховний суд, заборонена діяльність політичних партій. Офіційною ідеологією даудівського режиму була «народна і національна теорія революції». На думку фахівця з історії та політики Афганістану М. Ф. Слінкіна
структура цієї «теорії» не була строго окреслена і в основному повторювала ідеї, що поширювалися при монархії: націоналізм, дух афганства й історичної пуштунської винятковості, іслам, демократія, заснована на законі, святість національних традицій і звичаїв, ідеї патерналізму і патріотизму, антиколоніалізм і антикомунізм. Але були й нововведення. Складовим елементом державної ідеології М. Дауд вважав соціалізм. Правда, від соціалізму він запозичував лише його економічний аспект, доповнюючи його своїми «національними» і «ісламськими» компонентами.
Економічна політика режиму Мухаммеда Дауда відрізнялася яскраво вираженим дирижизмом — були націоналізовані деякі приватні компанії (зокрема найбільша текстильна компанія «Спінзар») і всі приватні банки. У 1975 році був ухвалений закон про земельну реформу, згідно з яким земельні ділянки обмежувалися розміром у 20 га поливних земель, а надлишки вилучалися у землевласників із подальшою компенсацією і передавалися селянам на умовах викупу.
У 1977 році була ухвалена нова конституція країни, що вводила посаду президента (її обійняв Дауд) і однопартійну систему з керівною Партією національної революції, засновану Даудом. До цього часу всі ліворадикальні діячі з-поміж молодих офіцерів були вимушені покинути уряд; у 1977 році був звільнений прорадянськи налаштований заступник прем'єр-міністра Мухаммед Хасан Шарк, що був протягом багатьох років найближчим соратником Дауда. Створення однопартійної системи викликало обурення з боку лівої Народно-демократичної партії Афганістану (НДПА). Відносини Дауда з СРСР ускладнилися, зате відбулося зближення із західними країнами та консервативними мусульманськими режимами, а також певна нормалізація відносин із Пакистаном.

## Загибель Мухаммеда Дауда
У 1975 році режиму Дауда вдалося придушити масштабне повстання ісламських правих радикалів. Проте 27 квітня 1978 року він був повалений в результаті військового перевороту, організованого низкою ліворадикальних колишніх прихильників Мухаммеда Дауда, що забезпечили його прихід до влади в 1973 році. Активну роль у перевороті грали діячі НДПА.
За офіційною версією, поширеною супротивниками Дауда, рано вранці 28 квітня в президентський палац прибули представники повсталих, які зажадали від нього здатися. Дауд відповів відмовою і почав стріляти в парламентерів, що відкрили у відповідь вогонь. Внаслідок цього загинули сам Дауд і 18 членів його сім'ї, включно з п'ятьма дітьми і його братом Мухаммедом Наїмом (за іншими даними, загинули близько 30 членів сім'ї Дауда). Подібний фінал важко «списати» на результати перестрілки — ймовірніше, що йшлося про фізичне знищення панівної еліти. Тим паче, що як під час «перестрілки», так і в наступні дні було вбито багато прихильників президента, зокрема визначних членів уряду і воєначальників.
Дауд був застрелений офіцером афганської армії Імамуддіном, який в 1980-і роки зробив успішну кар'єру і дослужився до генерала. Колишній головний радянський військовий радник в Афганістані генерал Махмут Гарєєв згадував зі слів президента Наджибулли, що
|  | після захоплення резиденції Дауда та інших найважливіших об'єктів в Кабулі, політбюро НДПА зібралося на нараду, де разом з іншими питаннями, обговорювалася доля Дауда. З одного боку учасники наради розуміли, що поки живий Дауд, залишається небезпека реставрації колишньої влади. Але ніхто не хотів вимовити фразу про його розстріл, щоб про всяк випадок уникнути відповідальності. Розмова йшла вже кілька годин. Раптом в кімнату, де йшла нарада, зайшов з автоматом в руках і пов'язкою на пораненій руці Імамуддін. Він щось хотів сказати, але його не слухали й хтось попросив зайти пізніше. Він не йшов. Коли ж суперечки учасників наради почали особливо розжарюватися, Імамуддін обрав момент, підійшов до столу і сказав: «Але ж я вже убив його». І тим самим розрядив ситуацію і всі учасники наради полегшено зітхнули. |

Лише у 2008 році було виявлені два масові поховання, в одному з яких знайдені останки першого президента країни Мохаммеда Дауда Хана, убитого під час державного перевороту 1978 року. Разом з Даудом Ханом поховані члени його сім'ї та урядовці. Тіла убитих були опізнані за одягом та взуттям. Поховання виявлене спеціальною комісією, яку призначив президент Афганістану Хамід Карзай на прохання членів сім'ї Дауда.

## Характеристика особи
М. Ф. Слінкін дає такий портрет Дауда:
Це була яскрава, сильна і неабияка постать. Авторові цих рядків при неодноразових зустрічах з ним в 60-х роках доводилося багато раз переконуватися в його залізній витримці, волі і такті, підкресленому відчутті власної і національної гідності і честі (що особливо не подобалося західним дипломатам), цілеспрямованості і переконаності в своїй правоті, бездоганній логіці мислення, широті кругозору, природності жестів і поведінки і типово східній хитрості. Уявляється, що він був чесною людиною і, затверджуючи свою авторитарну владу і висуваючи програми перетворень для своєї багатостраждальної країни, щиро вірив, що таким шляхом вирве її з оков вікової відсталості і доб'ється процвітання і блага для свого народу. Це прагнення було лейтмотивом всього його життя. Разом з тим його вирізняла, як і багатьох професіоналів-вояків, зайва прямолінійність, перехід від однієї крайності до іншої, невміння або небажання шукати баланс сил в гострій політичній боротьбі, особливо в періоди, коли розвиток подій набував характеру руйнівної бурі.